# Cmentarz zgromadzenia zakonnego sióstr św. Katarzyny w Braniewie
Cmentarz zgromadzenia zakonnego sióstr św. Katarzyny w Braniewie – rzymskokatolicki cmentarz przyklasztorny położony przy domu prowincjalnym „Regina Coeli” Zgromadzenia Zakonnego Sióstr św. Katarzyny w Braniewie.

## Historia cmentarza

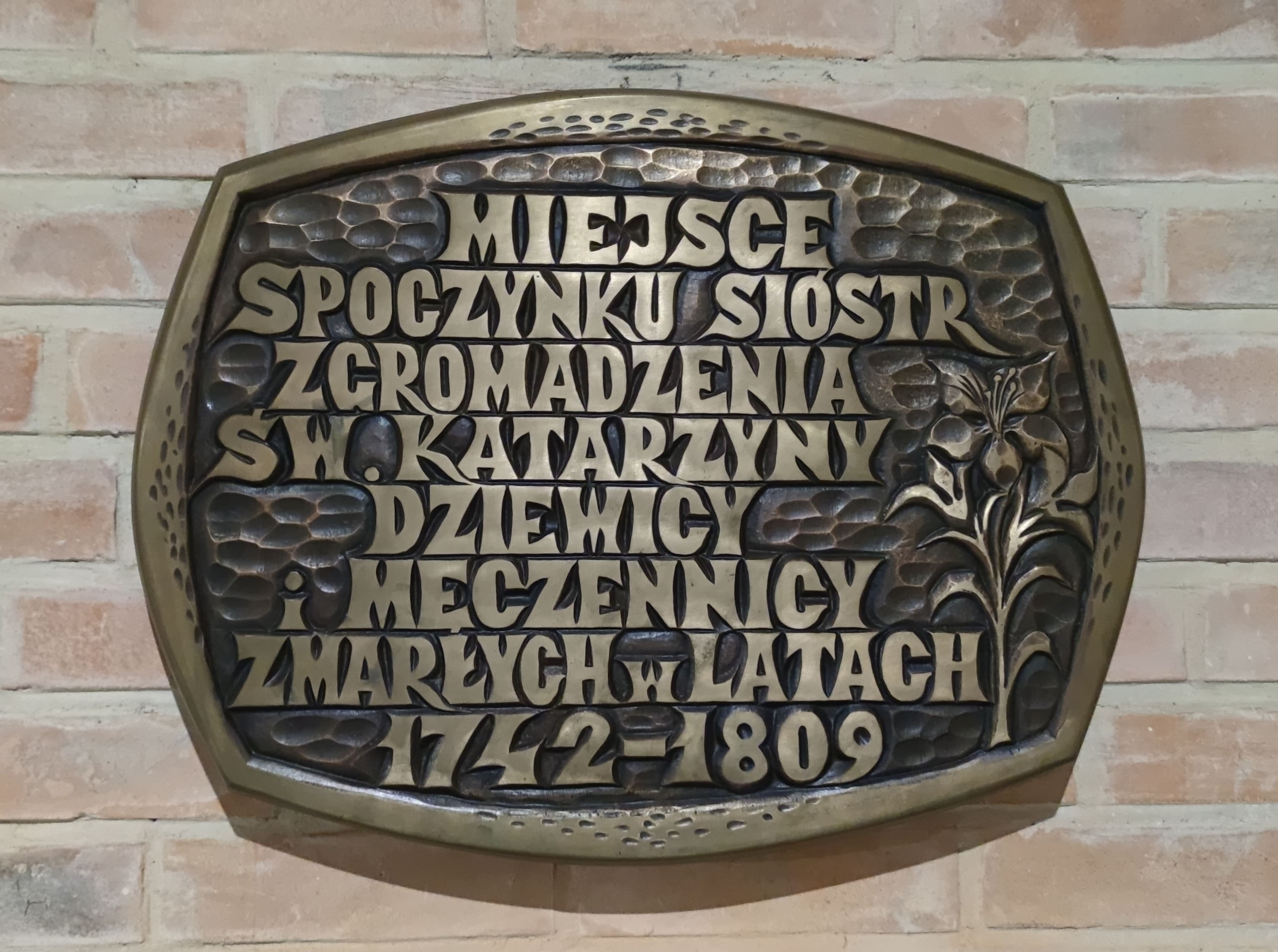
W latach 1742–1809 siostry chowano w krypcie kościoła

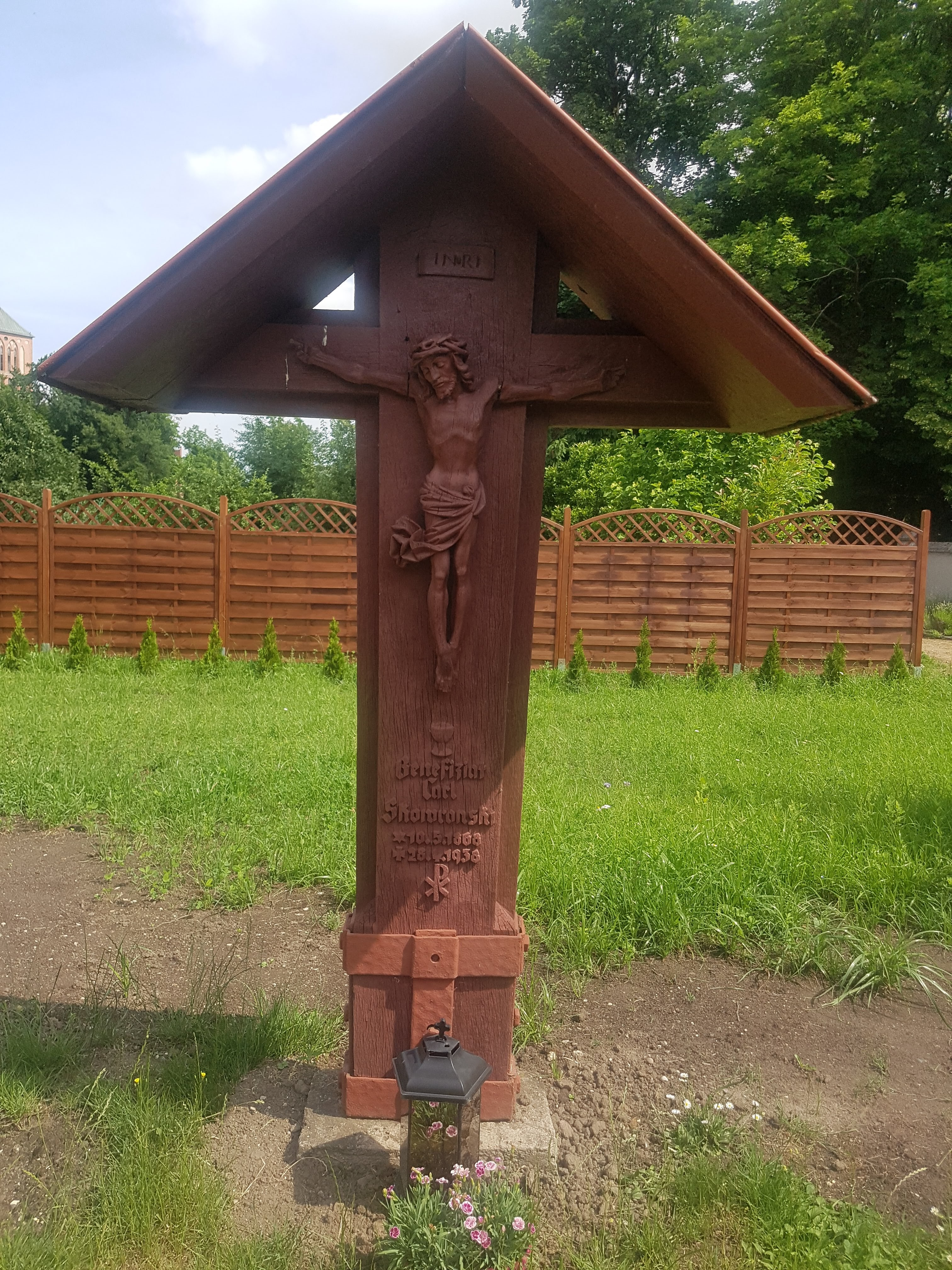
Grób ks. Carla Skowronskiego (1868–1938)

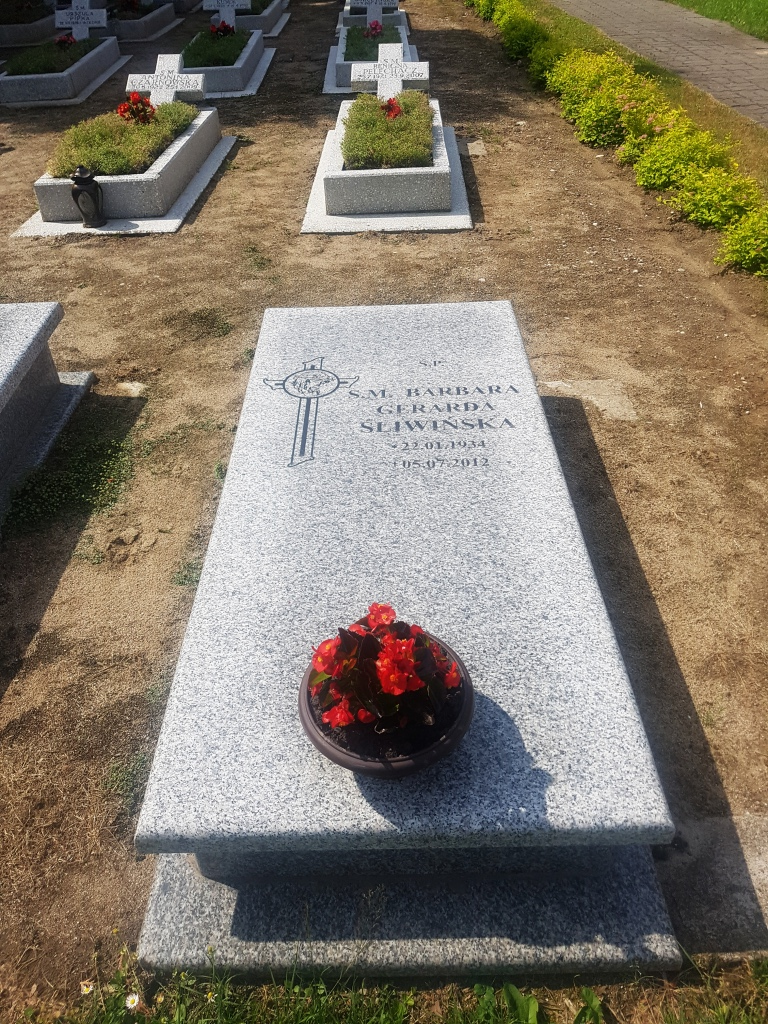
Grób siostry dr Gerardy Śliwińskiej (1934–2012)

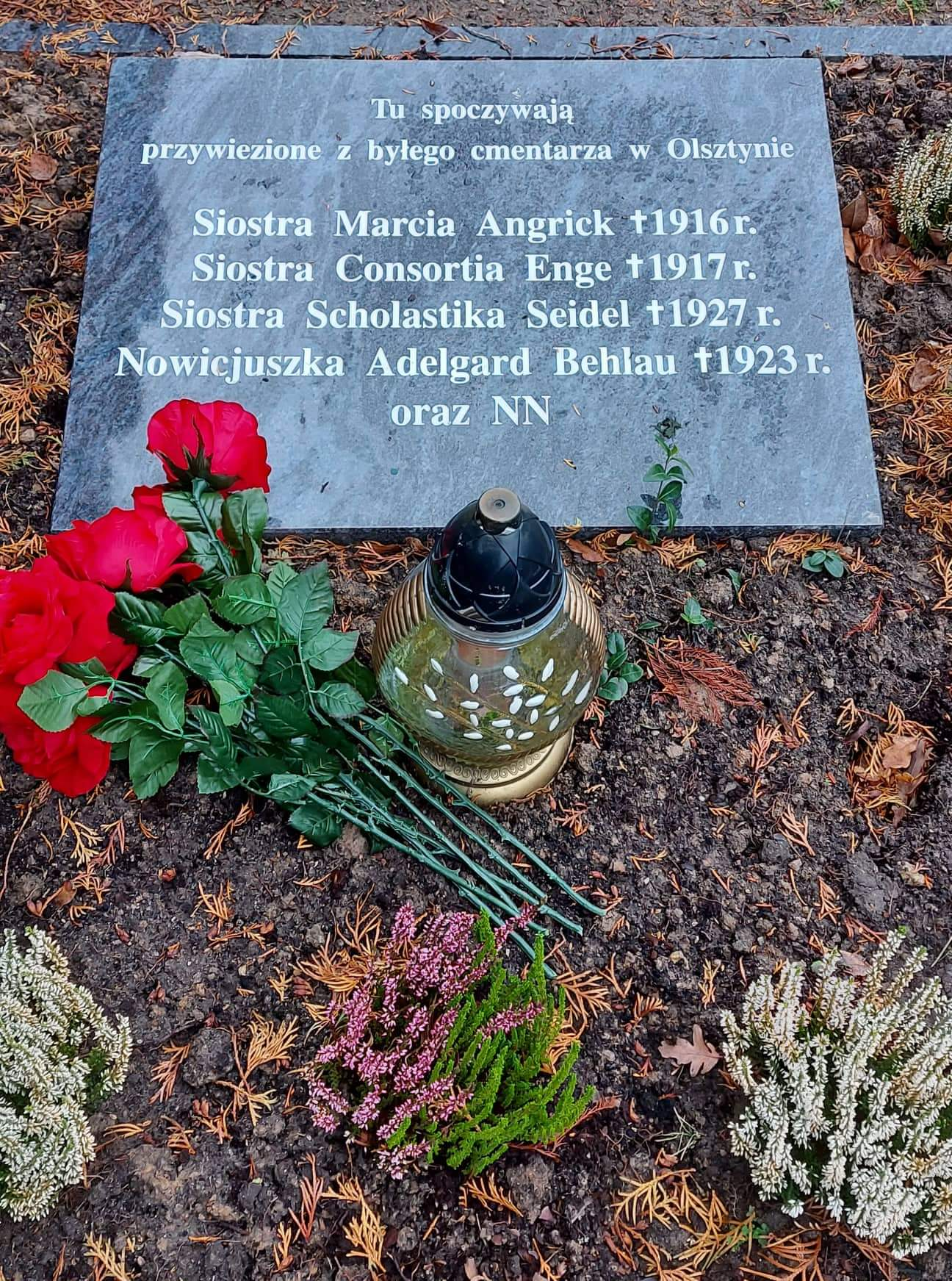
Zbiorowy grób sióstr ekshumowanych w 2020 z byłego cmentarza Mariackiego w Olsztynie

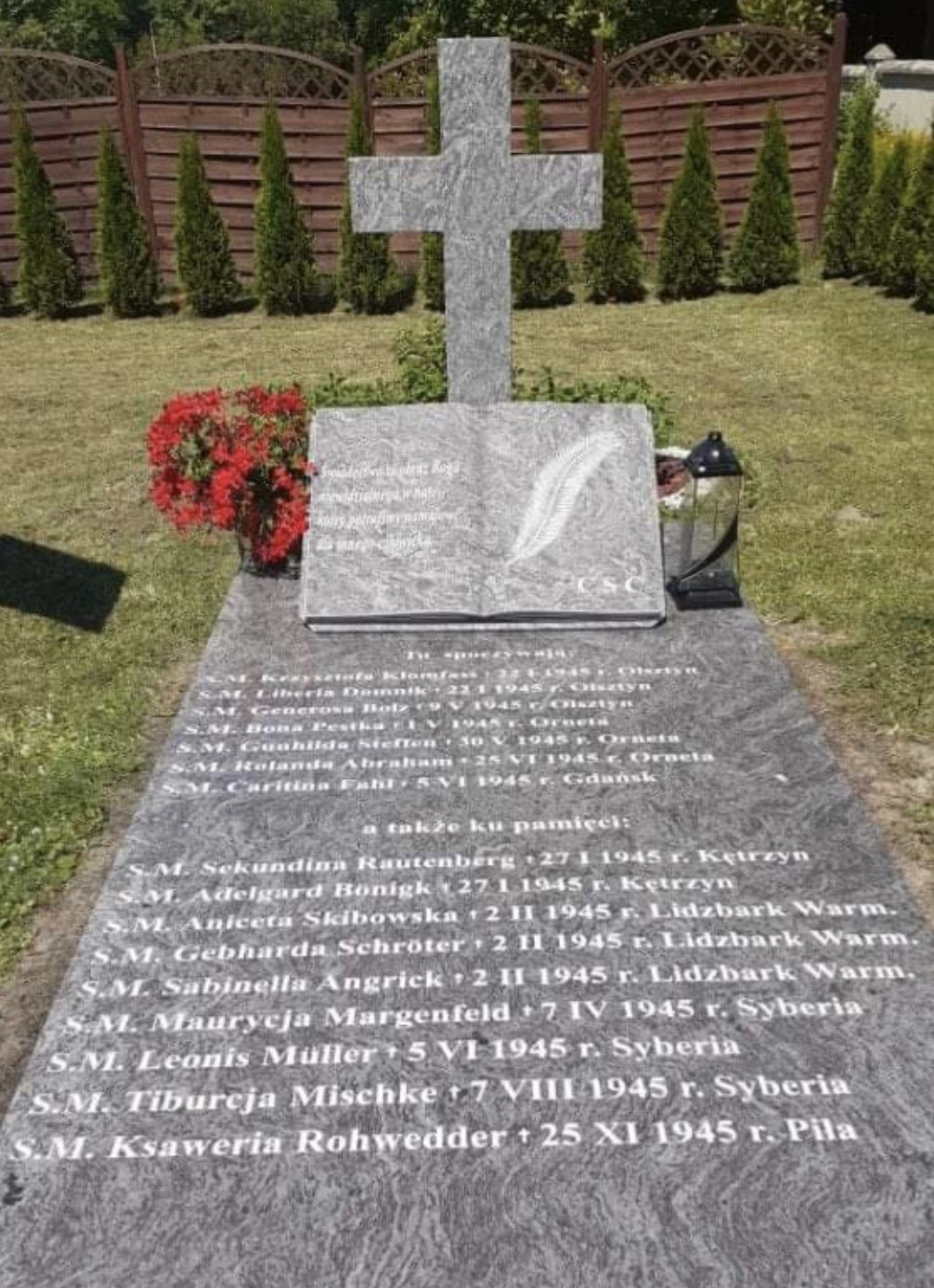
Grób zbiorowy błogosławionych sióstr katarzynek

Cmentarz został założony w 1925 roku przy wybudowanym w latach 1904–1906 przy ulicy Rodelshöfer Straße (Rudłowska, dziś Moniuszki) nowym domu prowincjalnym „Regina Coeli” Zgromadzenia Zakonnego Sióstr św. Katarzyny w Braniewie. Wcześniej siostry zakonne były po śmierci grzebane m.in. na średniowiecznym cmentarzu św. Jana, a w latach 1742–1809 w krypcie nawy północnej kościoła św. Katarzyny (obecnie bazylika mniejsza).
W 1938 na cmentarzu przyklasztornym został pochowany ksiądz Carl Skowronski, który był przez prawie 40 lat duszpasterzem, spowiednikiem, nauczycielem, doradcą i kierownikiem duchowym wielu sióstr katarzynek. Podczas wykładów dla nowicjuszek pomagał w ugruntowaniu powołania zakonnego, zachęcając do bezinteresownej służby Bogu i ludziom. Gdy była taka potrzeba, służył również radą i pomocą przełożonym zgromadzenia. Jego życzenie, aby po śmierci spocząć na cichym cmentarzu sióstr zakonnych, zostało spełnione.
Podczas pierwszego wielkiego bombardowania Braniewa w dniu 5 lutego 1945 roku jedna z bomb spadła na cmentarz, niszcząc groby i rozrzucając szczątki pochowanych. Jeszcze tego samego dnia kości zostały pozbierane i zakopane przez matkę wikarię Charitinę Fahl.
Po wojnie katarzynki powróciły do klasztoru w 1946 roku. Zajęły się przywracaniem do stanu używalności budynku klasztornego oraz porządkowaniem terenu wokół. Cmentarz został również uporządkowany i odtworzony po zniszczeniach spowodowanych przez bombę lotniczą pod koniec wojny. Współcześnie cmentarz jest zadbany, grobami opiekują się siostry zakonne.
W 2020 roku na cmentarzu postawiono grobowiec, który upamiętnia siostry katarzynki męczenniczki zamordowane przez Armię Czerwoną w różnych miejscach w 1945 roku. W lipcu 2020 w grobowcu spoczęły szczątki s. Caritiny Fahl ekshumowane z cmentarza w Gdańsku. Dnia 2 listopada 2020 na terenie cmentarza spoczęły szczątki sióstr odnalezione w czasie poszukiwań grobów kandydatek na ołtarze na terenie nieistniejącego już cmentarza Mariackiego w Olsztynie. Do Braniewa sprowadzono s. Konsorcję Enge (1884–1917), s. Marcję Angrick (1887–1916), s. Scholastykę Seidel (1880–1927) oraz nowicjuszkę s. Adelgard Behlau (1892–1923). Wraz z nimi pochowano jeszcze nieznaną kobietę (prawdopodobnie siostra szarytka). Do czerwca 2021 roku do grobowca sprowadzono szczątki trzech sióstr zamordowanych w Olsztynie oraz trzech zamordowanych w Ornecie. Grobowiec upamiętnia s. Krzysztofę Klomfass oraz 15 towarzyszek.
Ze względu na różne okoliczności osiem Sług Bożych ma na cmentarzu przyklasztornym grób symboliczny. Nie da się stwierdzić, gdzie spoczywają męczennice z Kętrzyna, Lidzbarka Warmińskiego, Piły oraz wywiezione w kierunku Syberii. Przy poszukiwaniach grobów ofiar terroru Armii Czerwonej Zgromadzenie Sióstr Katarzynek wspomagał Instytut Pamięci Narodowej.